# Ralph Foody
Ralph Wesley Foody (Chicago, 13 novembre 1928 – Lexington, 21 novembre 1999) è stato un attore statunitense.

## Biografia
Ha debuttato al cinema nel 1965 nel film Mickey One. Tuttavia ha abbandonato la carriera di attore, per poi riprenderla nel 1980 apparendo in The Blues Brothers. Ha interpretato ruoli rilevanti in film come Il codice del silenzio, mentre il ruolo per cui è più conosciuto è quello del gangster Johnny in Mamma, ho perso l'aereo ed il seguito Mamma, ho riperso l'aereo: mi sono smarrito a New York.
È morto di cancro nel 1999, a 71 anni; oggi è sepolto nel cimitero di Lexington, Kentucky.

## Filmografia

### Attore

#### Cinema
- Mickey One, regia di Arthur Penn (1965)
- The Blues Brothers, regia di John Landis (1980)
- Chicago Story, regia di Harvey S. Laidman (1981)
- Il codice del silenzio (Code of Silence), regia di Andrew Davis (1985)
- Codice Magnum (Raw Deal), regia di John Irvin (1986)
- Viceversa, due vite scambiate (Vice Versa), regia di Brian Gilbert (1988)
- Nico (Above the Law), regia di Andrew Davis (1988)
- Betrayed - Tradita (Betrayed), regia di Costa Gavras (1988)
- Uccidete la colomba bianca (The Package), regia di Andrew Davis (1989)
- Music Box - Prova d'accusa (Music Box), regia di Costa Gavras (1989)
- L'altra faccia di Chicago (Cold Justice), regia di Terry Green (1989)
- Mamma, ho perso l'aereo (Home Alone), regia di Chris Columbus (1990)
- La tenera canaglia (Curly Sue), regia di John Hughes (1991)
- The Babe - La leggenda (The Babe), regia di Arthur Hiller (1992)
- Mamma, ho riperso l'aereo: mi sono smarrito a New York (Home Alone 2: Lost in New York), regia di Chris Columbus (1992)

#### Televisione
- Lady Blue - serie tv (1984)

## Doppiatori italiani
Nelle versioni in italiano delle opere in cui ha recitato, Ralph Foody è stato doppiato da:
- Renato Cortesi in Mamma, ho perso l'aereo, Mamma, ho riperso l'aereo: mi sono smarrito a New York
- Arturo Dominici in The Blues Brothers
- Franco Odoardi ne Il codice del silenzio